# Patane I
Patane I is een bestuurslaag in het regentschap Toba Samosir van de provincie Noord-Sumatra, Indonesië. Patane I telt 1378 inwoners (volkstelling 2010).